# Antiblemma undilla
Antiblemma undilla är en fjärilsart som beskrevs av William Schaus 1901. Antiblemma undilla ingår i släktet Antiblemma och familjen nattflyn. Inga underarter finns listade i Catalogue of Life.